# Centre de contrôle aérospatial de Pékin
Pour les articles homonymes, voir BACC.
Le Centre de contrôle aérospatial de Pékin (anciennement centre de contrôle et de commandement aérospatial de Pékin ou (en chinois : 北京航天飞行控制中心,
en anglais : Beijing Aerospace Command and Control Center, BACCC ou simplement BACC)) est le centre de contrôle de mission utilisé, entre autres, pour le programme Shenzhou de vols habités et le programme chinois d'exploration lunaire, après la mission Shenzhou 7 en 2008. Il est situé dans une banlieue au nord-ouest de Pékin.